# Произход на албанците
Произходът на албанците е предмет на спор между историците.
Мнозинството изследователи са на мнение, че албанците са потомци на населението на Балканите от античността - илири (местни или мигрирали от север, изтласкани от южните славяни) или дарданци, с възможност даки или траки (агриани и пеони). Това са романизирани народи по време на Римската империя. Повечето учени подкрепят т.нар. автохтонна теория за произхода на албанците, сред която най-популярна е „илирийската теория“, т.е. албанците са наследници в една или друга степен на древните илири.

## Алтернативна теория
Алтернативната теория, застъпвана от по-малък брой изследователи, гласи че албанците са пришълци на Балканите от епохата на Средновековието. В подкрепа на тезата си тези изследователи изтъкват, че най-ранното споменаване на албанци с тяхната Арбанон е в края на 11 век от Анна Комнина в нейната прочута „Алексиада“. Съществуват различни версии сред застъпващите това алтернативно становище, като тези, че албанците в една или друга степен са потомци на кутригури, котраги, авари или други племена от индоевропейски (ирански) произход от времето на великото преселение на народите.
В подкрепа на алтернативната теория за неавтохтонния произход на албанците, някои изследователи отбелязват и факта на наличието на Кавказка Албания през античността. Много малко са доказателствата за албанска култура от предхристиянския период, като няма и такива от албанската митология и фолклор, в подкрепа на една или друга теза. Това се обяснява от обстоятелството, че албанците до настъпването на Новото време нямат писменост. Отделно от това, територията населявана от албанци днес, попада под властта на различни държави през отделни исторически периоди - Византия, Първо българско царство, пак Византия, Второ българско царство, Рашка, Душаново царство, Османска империя, със значително венецианско влияние от 13 век насетне над албанските земи (виж Албанско кралство).
До създаването на независима Албания през 1913 г., единствено в периода на османската инвазия на Балканите, албанците проявяват някакъв народностен стремеж към самостоятелност и то предвид османската опасност от завладяване на земите им (виж Албански владения и Лежка лига). От друга страна, територията на Османска Албания е една от най-успешно интегрираните в Османската империя, а много видни османски държавници (в т.ч. велики везири и везири) и управляващи империята фамилии, като Кьопрюлю от Велес, са свързани по един или друг начин с албанските земи.
В албанския език има много старобългарска лексика.

## Лингвистични проучвания
Тези факти и обстоятелства от албанската история, в съчетание с липсата на достоверни данни и сведения за миналото на албанците прави неимоверно труден отговора на въпроса за произхода на албанците. Единствено лингвистиката позволява да се направят някакви относително точни изводи за албанския произход. Албанският език е европейски език със сигурност. По отношение на класификацията му, той се определя като отделен самостоятелен клон на индоевропейските езици, и принадлежащи към т.нар. кентум група, а езикът на древните илири, според болшинството езиковеди е от групата на сатем езиците по изоглоса. Сравнителното езикознание, въпреки оскъдицата и липсата на данни за илирийския език, го отнася по-скоро към този мъртъв език, отколкото към тракийския език. От съвременните езици, албанския е най-близък с арменския. Лингвистичните данни, колкото и да са ограничени, са единствените които позволяват да се изгради някаква сравнително верна представа за произхода на албанците, но съвсем не са достатъчни тя да се защити, и при това убедително.

## Други проучвания
Генетичните и антропологични проучвания показват, че албанците имат общ произход с европейските народи, което подкрепя лингвистичната класификация на албанския език, в стремежа на науката достоверно да изясни произхода на днешните албанци.